# Лиственное
Ли́ственное  (укр. Листвинне, крымскотат. Listvennoye, Лиственное) — село в Нижнегорском районе Республики Крым, центр Лиственского сельского поселения (согласно административно-территориальному делению Украины — Лиственского сельского совета Автономной Республики Крым).

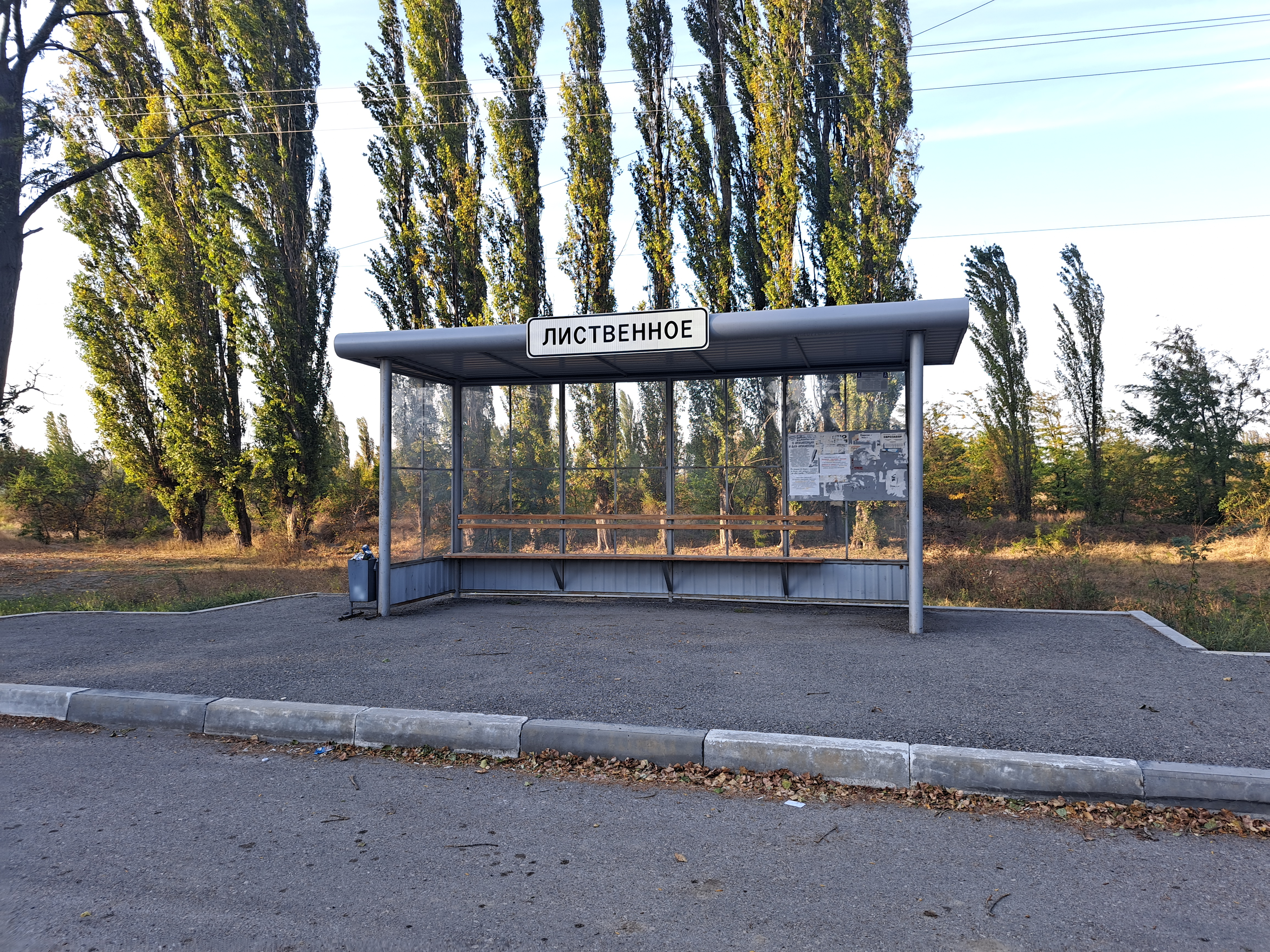
Остановка

## Население
| 2001 | 2014 |
| ---- | ---- |
| 628  | ↘549 |

Всеукраинская перепись 2001 года показала следующее распределение по носителям языка
| Язык       | Процент |
| ---------- | ------- |
| русский    | 96.34   |
| украинский | 3.5     |

## Современное состояние
На 2017 год в Лиственном числится 5 улиц и 1 переулок; на 2009 год, по данным сельсовета, село занимало площадь 70 гектаров на которой, в 312 дворах, проживало 574 человека. В селе действуют средняя школа, детский сад «Берёзка», сельский дом
культуры Лиственное связано автобусным сообщением с Симферополем, райцентром и соседними населёнными пунктами.

## География
Лиственное — село в центре района, в степном Крыму, на правом берегу Салгира, высота центра села над уровнем моря — 19 м. Соседние сёла: Двуречье севернее, на другом берегу реки и Новоивановка — в 3 км на юг. Расстояние до райцентра — около 11 километров (по шоссе), там же ближайшая железнодорожная станция — Нижнегорская (на линии Джанкой — Феодосия). Транспортное сообщение осуществляется по региональным автодорогам 35Н-380 Нижнегорский — Лиственное и 35Н-376 от шоссе «граница с Украиной — Джанкой — Феодосия — Керчь» до Изобильного (по украинской классификации — С-0-10924 и С-0-10920).

## История
По сведениям Лиственского сельсовета поселение было основано в 1932 году, как совхоз Керченского металлургического завода им. Войкова (впоследствии — совхоз «Нижнегорский»), с 1945 года — винсовхоз, 2-е отделение Нижнегорского винсовхоза. При этом на километровой карте Генштаба Красной армии 1941 года на месте Лиственного обозначено малое поселение (вероятно, хутор) Барышполь, но уже на карте 1942 года — безымянные строения. В года Великой Отечественной войны на фронтах и в партизанских отрядах погибло 32 жителя села. В их честь в 1984 году в центре села был установлен памятный знак авторства инженеров В. А. Олейника и И. В. Малышева в виде стелы, символа Вечного огня и стенда с мемориальными досками с фамилиями погибших. Постановлением Совета министров Республики Крым № 627 от 20 декабря 2016 года памятник отнесён к категории объектов культурно-исторического наследия России регионального значения.
Время присвоения современного названия пока не установлено, на 15 июня 1960 года уже Лиственное числилось в составе Новоивановского сельсовета. К 1968 году Новоивановский совет упразднили и село вошло в состав Уваровского. Лиственский сельсовет образован между 1 июня 1977 года (на эту дату село ещё числилось в составе Уваровского совета) и 1985 годом (в перечнях административно-территориальных изменений после этой даты не упоминается). По данным переписи 1989 года в селе проживал 361 человек. С 12 февраля 1991 года село в восстановленной Крымской АССР, 26 февраля 1992 года переименованной в Автономную Республику Крым. С 21 марта 2014 года в составе Крыма аннексировано Россией.